# Augustalis

Augustalis von Kaiser Friedrich II.

Als Augustalis (deutsch „Der Kaiserliche“) wird eine Gattung von Goldmünzen Kaiser Friedrichs II. bezeichnet, die ab Dezember 1231 in Brindisi und Messina geprägt und ab Juni 1232 verteilt wurden. Sie wurden im Rahmen der Neuordnung des Königreichs Sizilien geprägt, insbesondere um den Fernhandel zu fördern und größere Handelsgeschäfte abzuwickeln.
Durch Darstellungsweise Friedrichs mit Pallium und Lorbeerkranz und die Legende nehmen sie auf die Stellung Friedrichs als Römisch-deutscher Kaiser Bezug und hatten damit neben der praktischen eine propagandistische Bedeutung.
Aufgrund ihrer sorgfältigen und kunstfertigen Produktionsweise werden die Augustalen zu den schönsten Münzen des Mittelalters gezählt. Da es sich zudem um die ersten schweren Goldmünzen handelte, die im Abendland geprägt wurden, stellen sie einen Wendepunkt in der Münz- und Geldgeschichte dar.

## Ursachen und Umstände der Augustalenprägung

### Das sizilianische Münzwesen vor Prägung der Augustalen

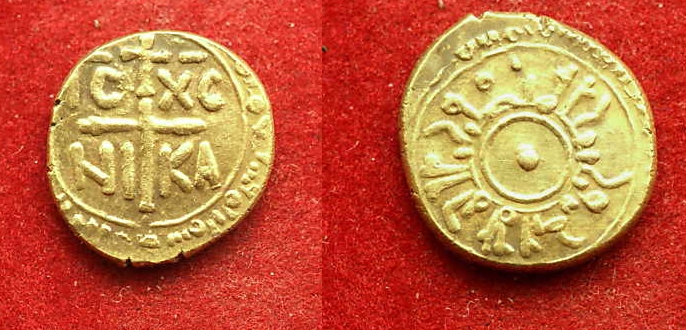
Multiplo di Tarí, Tankred von Lecce

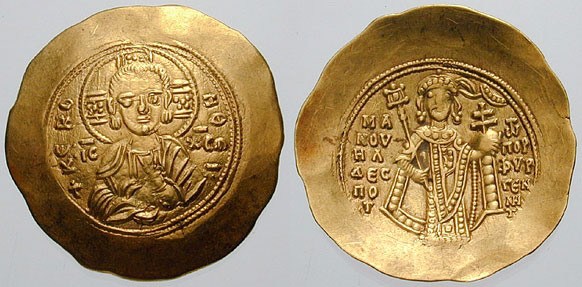
Hyperpyron Manuels I.

Sizilien stand seit der Spätantike erst unter byzantinischer (6.–9. Jahrhundert.) und seit der Mitte des 10. Jahrhunderts unter arabischer Herrschaft. Nach der vollständigen normannischen Eroberung Süditaliens im Jahr 1091 wurden Unteritalien und Sizilien 1130 schließlich durch Roger II., den Großvater Friedrichs II., zum Königreich Sizilien vereint.
Die Normannen knüpften an die Münztraditionen ihrer Vorgänger an und prägten von griechischen, byzantinischen und arabischen Motiven und Schriftzügen geprägte Münzen. Die Kupfer- (Follares) und Silbermünzen (Ducales) waren dabei vorwiegend byzantinisch beeinflusst, die Goldmünzen (Tari) lehnten sich an arabische Münzen an. Nachdem Sizilien durch die Heirat Konstanze von Siziliens, der Tochter Rogers II., mit dem Staufer Heinrich VI. im Jahr 1194 unter staufische Herrschaft gefallen war, wurden weiterhin Goldtari geprägt. Die Münzen hatten dabei ein sehr leichtes Gewicht von nur etwa 1 g und waren zunehmend von schlechterer Qualität und unförmigem Aussehen.

### Die Neuordnung auf Sizilien
Nach seiner Kaiserkrönung am 22. November 1220 zog Friedrich mit einem kleinen Gefolge nach Süditalien, um eine Neuordnung im Königreich Sizilien vorzunehmen, in dem er einen großen Teil seiner Lebens- und Regierungszeit verbringen sollte. Die Reformen dienten dem „Ausbau eines straffen zentralistischen Herrschaftssystems im Königreich unter Zurückdrängung der feudalen Strukturen.“ Neben dem Aufbau eines Beamtenstaats und der Einschränkung der Rechte der lokalen Adligen, umfasste diese Reorganisation die Ausweitung des Handels und Geldverkehrs. Aufgrund seiner exponierten Lage im Zentrum des Mittelmeers hatte es in Süditalien seit der Antike keine Unterbrechung des Goldmünzenumlaufs gegeben, zudem verfügte Sizilien über weitreichende Handelsbeziehungen, vor allem mit Ländern hohen Goldvorkommens.
Durch ihren niedrigen Feingehalt und ihr oftmals unästhetisches und wenig vertrauenswürdiges Aussehen genügten die Goldtari nicht mehr den Anforderungen, weshalb begonnen wurde, die hochwertigeren Goldaugustalen zu prägen. Die Münzen sollten im Königreich Sizilien die minderwertigen Goldtari ergänzen und die im Mittelmeerraum und auch in Sizilien umlaufenden byzantinischen Hyperpyra und arabischen Dinare ersetzen, die vor allem im Fernhandel dominierten.

### Verbreitungsgebiet und Gebrauch der Augustalen
Die Augustalen wurden ab Dezember 1231 in Messina und Brindisi vermutlich in hoher Anzahl produziert und ab Juni 1232 verteilt. So berichtet der Chronist Richard von San Germano für den Dezember 1231 über die Produktion der Augustalen sowie im folgenden Jahr über ihre Verteilung und ihren Gegenwert von ¼ Unze.
Die Augustalen wurden hauptsächlich im Sizilianischen Königreich, aber auch in Mittel- und Oberitalien benutzt. Die beiden wichtigsten Schatzfunde stammen aus Gela und Pisa und wurden um 1280 versteckt. Einzelne Münzen gelangten auch bis nach Süddeutschland und in die Kreuzfahrerstaaten. Außerdem wurden Exemplare an andere europäische Herrscher, wie etwa den König von England, verschickt. Die Goldtari wurden weiterhin geprägt und blieben im Umlauf.
Aufgrund ihres vergleichsweise hohen Wertes wurden die Augustalen vermutlich für die Abwicklung größerer Handelsgeschäfte benutzt und über den Tod Friedrichs im Jahr 1250 hinaus für einige Zeit weitergeprägt.

## Technische Daten

### Gewicht, Größe und Zusammensetzung
Das Gewicht der Augustalen beträgt zwischen 5,15 g und 5,35 g (Mittelwert: 5,258). Bei Einrechnung eines Zuschlags von 1 % für die Abnutzung kann so auf ein Sollgewicht von 5,311 g geschlossen werden. Dies entsprach dem Gegenwert ¼ sizilianischer Goldunze.
Laut der staufischen Münzordnung sollten die Augustalen 20,5 Karat fein sein und als Legierungszusätze je drei Teile Silber und einen Teil Kupfer enthalten. Die Augustalen haben damit einen Feingoldgehalt von 85,5 %, was 4,54 g entspricht. Der Durchmesser der Augustalen beträgt zwischen 19 und 21 mm.
Neben den Augustalen wurden Halbaugustalen geschlagen. Diese hatten das gleiche Bildprogramm wie die Augustalen, waren halb so schwer mit einem Durchmesser von 16 mm.

### Legende und Abbildungen
Die Vorderseite zeigt das antikisierende, nach rechts gewandte, Porträt des Kaisers in der Profilansicht. Er trägt einen Lorbeerkranz mit frei flatternder Schleife sowie ein Pallium, das auf der rechten Seite mit einer Ringfibel gerafft ist. Auf den Augustalen wirft das Pallium sechs oder sieben, auf den Halbaugustalen fünf oder sechs Falten. Am rechten Oberarm ist eine Armspange oder die Borte eines Untergewands zu sehen, die je nach Exemplar mit vier bis zwölf Punkten geschmückt ist. Die umlaufende Inschrift der Vorderseite ist in einen Perlkreis eingefasst und lautet C(a)ESAR AVG(ustus) IMP(erator) ROM(anus), wobei das „E“ in Unziale dargestellt ist.
Auf der Rückseite der Augustalen ist ein nach halblinks gewandter Adler mit geöffneten Schwingen und einem nach rechts gewandten Kopf zu sehen. Er hat einen kräftigen Schnabel und heruntergezogene Mundwinkel. Die Umschrift ist ebenfalls in einen Perlkreis eingefasst und lautet FRIDE RICVS, hier nicht mit unzialem, sondern mit lateinischem „E“.
Während Darstellungsweise und Umschrift auf allen Exemplaren gleich sind, können sich die einzelnen Exemplare im Detail unterscheiden. Dies kann sowohl die Abbildung Friedrichs, als auch die des Adlers betreffen. So sind Variationen in der Darstellung von Haaren, Stirnband und Gesichtszügen Friedrichs ebenso vorhanden, wie Variationen in der Dicke des Adlerkörpers, Größe und Haltung des Adlerkopfs und der Flügel der Adler.

## Vorbilder und propagandistische Bedeutung

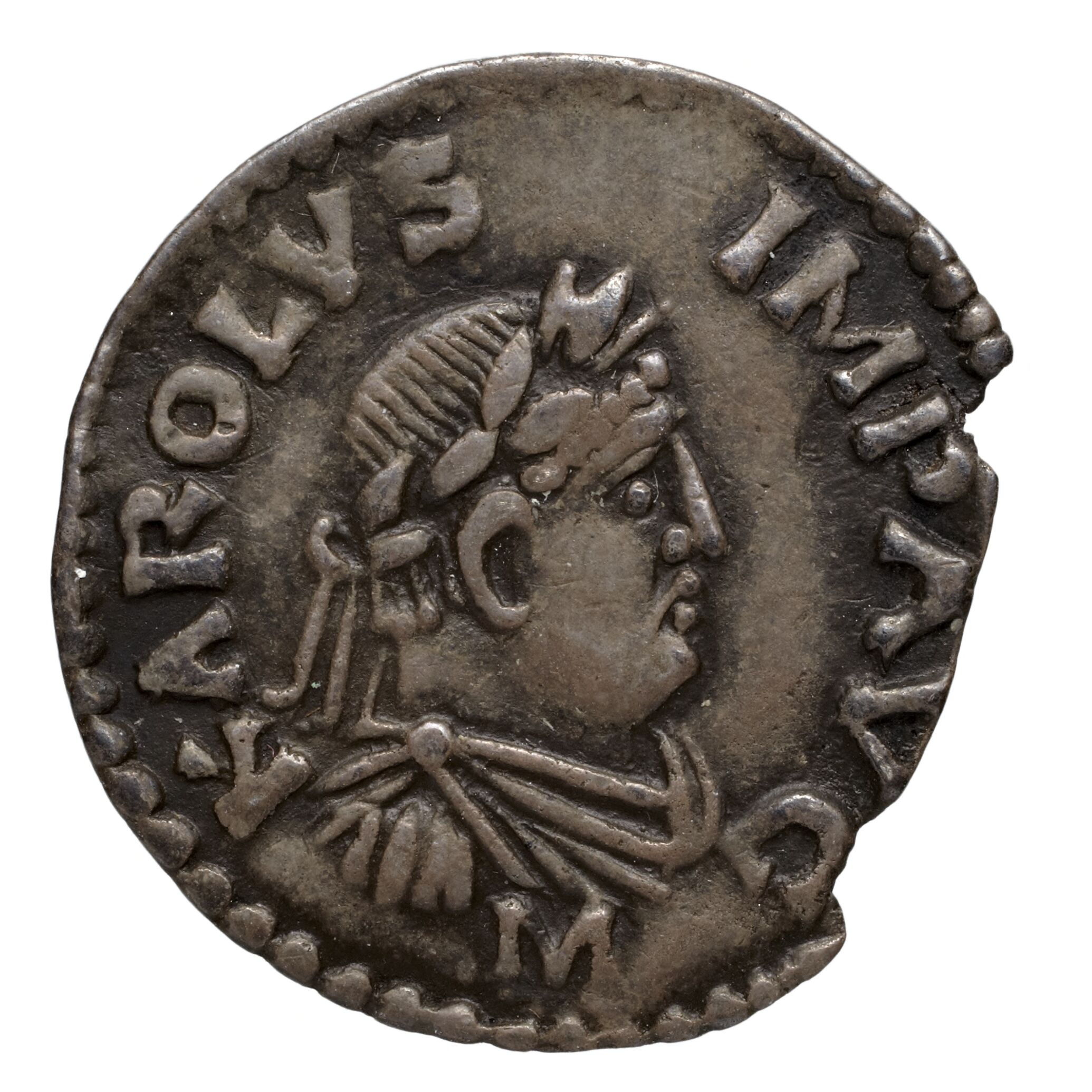
Vorderseite eines Porträtdenars Karls des Großen, geprägt zw. 804 und 814.

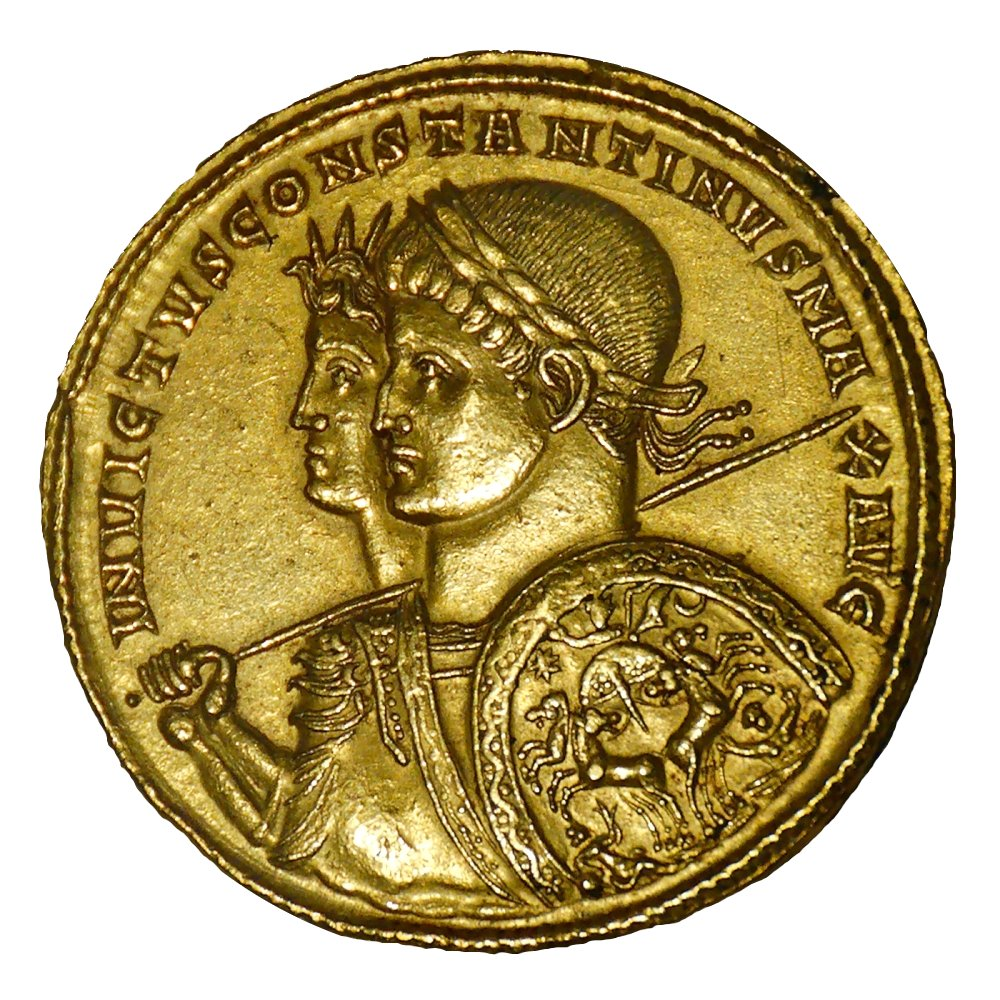
Gold-Medaillon, das Konstantin gemeinsam mit Sol Invictus zeigt (313 n. Chr.).

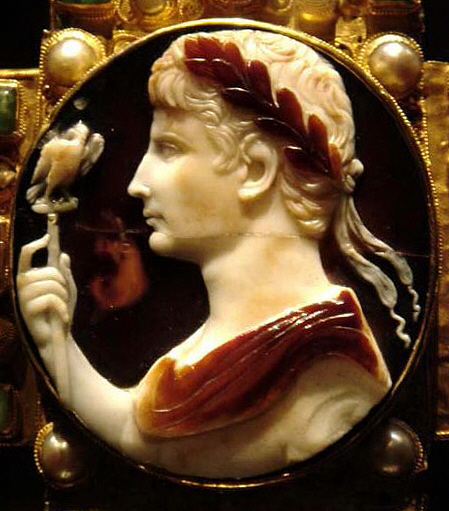
Augustus-Cameo am Lotharkreuz. Links neben dem Profilbild ist ein römischer Adler zu sehen.

Das Bildprogramm und die Inschriften auf den Augustalen sollten Friedrich als „den idealen Herrscher des römischen Imperiums schlechthin“ abbilden. So scheinen ähnliche Darstellungen Kaiser Augustus’ mit Lorbeerkranz und gerafftem Pallium als Vorbild wahrscheinlich. Ebenso Münzprägungen Karls des Großen und seines Sohns Ludwigs des Frommen, die sich als letzte römisch-deutschen Kaiser auf diese Art hatten abbilden lassen. Daneben besteht in Gewandung und Münzprofil Ähnlichkeit zu Münzprägungen Konstantins des Großen und seiner Söhne. Vermutlich existierte keine einzelne Vorlage für die Abbildung Friedrichs auf den Augustalen. Um seine Stellung und Würde als römischer Kaiser zu verdeutlichen, wurde eine Darstellungsweise gewählt, die ihn in Anlehnung an antike und mittelalterliche Vorbilder im Stil der antiken Könige zeigt.
Einem ähnlichen Zweck wie die Darstellungsweise Friedrichs diente die Abbildung des Reichsadlers auf der Rückseite der Augustalen. Der Adler wurde bereits seit der Antike als Herrschafts- und Machtsymbol benutzt und kann auf den römischen Legionsadler (Aquila) zurückgeführt werden. Im Rahmen der Translatio imperii wurde das Symbol des Adlers erst auf das Frankenreich und später auf das Heilige Römische Reich übertragen und erschien als kaiserliches Herrschaftszeichen auf Fibeln, Siegeln, Gewändern und Insignien. Mit der Prägung von Münzen mit dem Abbild des Reichsadlers macht Friedrich – genau wie durch seine Darstellung im Stil antiker Kaiser – seine Position als Römisch-deutscher Kaiser deutlich, eine Position, die sich ebenso in den 1231 erlassenen Konstitutionen von Melfi, dem Gesetzeswerk für das Königreich Sizilien, wiederfindet.
Dass Friedrich auf den Augustalen, die nicht für das Heilige Römische Reich, sondern nur für das Königreich Sizilien geprägt wurden, ausschließlich als Römisch-deutscher Kaiser und nicht als sizilianischer König abgebildet ist, spiegelt seine Kaiseridee wider. Diese umfasste neben dem universellen Kaisertum auch die Berufung auf die spätantiken Herrscher.

## Porträtwert der Kaiserdarstellung
Ob die Darstellung Friedrich nur im Rahmen des oben dargestellten idealisierten Kaiserbilds oder naturgetreu abbildet, kann nicht nachvollzogen werden. Eine Porträtähnlichkeit wird heutzutage für gewöhnlich abgelehnt. Als Begründung werden die Detailunterschiede in den einzelnen Prägungen genannt, sowie der Umstand, dass eine Porträtähnlichkeit erst später überhaupt angestrebt wurde.
Da kein gesichertes zeitgenössisches Zeugnis für Friedrichs Aussehen existiert, kann eine Porträtähnlichkeit weder bestätigt noch widerlegt werden.

## Rezeption
Obwohl die Augustalen in Italien in der Mitte des 13. Jahrhunderts durch die ab 1252 in Florenz und Genua geprägten Florinen abgelöst wurden, lässt sich eine breite Rezeption der Augustalen erkennen, die sich durch das gesamte Mittelalter, aber auch die Neuzeit zog. Noch während Friedrichs Regierungszeit wurden die Augustalen in Chroniken sowie einem sizilianischen Gedicht erwähnt. Die Darstellungsweise Friedrichs war zudem das Vorbild für Münzprägungen im stauferfreundlichen Bergamo, aber auch für Kleriker-Siegel, wie etwa das des päpstlichen Sekretärs Bernardus de Parma. Sie dienten bis ins 16. Jahrhundert hinein in Gesetzestexten und Chroniken als symbolische Münzeinheit.
Das Interesse an den Augustalen setzte sich in der Frühen Neuzeit fort. So waren sie in elf Exemplaren in der Münzsammlung der Herzöge von Este, einer der ältesten Münzsammlung überhaupt, vertreten, und dienten in verschiedenen Werken mit Abbildungen Friedrichs als Vorlage. Bereits in der Anfangszeit der wissenschaftlichen Numismatik wurde der Augustalis als Forschungsobjekt behandelt. Im 17. Jahrhundert wurden schließlich die ersten Zeichnungen einzelner Augustalen veröffentlicht. Im 19. Jahrhundert legten Eduard Winkelmann und im 20. Jahrhundert Heinrich Kowalski grundlegende Arbeiten zu den Augustalen vor. Kowalski lieferte eine umfassende systematische Aufstellung der ihm bekannten Augustalen mit dem Vorschlag einer chronologischen Ordnung.
Daneben blieb der Augustalenadler nach dem Untergang der Staufer das nationale Zeichen Siziliens und ist bis ins 19. Jahrhundert auf Münzen zu finden.